# Platea (documento)
Per platea in epoca medioevale e moderna si intende un documento che definisce un inventario o catasto e specifica il complesso dei beni immobili e diritti patrimoniali, pertinenze territoriali con le relative rendite, appartenente ad un ente ecclesiastico (monastero, chiesa, ecc.), una famiglia nobiliare, ovvero ad una università (comune).
A volte prendevano il nome del proprietario dei beni, altre volte quello del luogo dove si trovavano i beni stessi.
Il termine era largamente usato nel Regno di Napoli in alternativa al termine Cabreo
Contenuto tipico di una Platea era  l'«Inventario seu descrittione et notamento di tutti i beni stabili, mobili, scritture, privilegii, ragioni, immunità, consuetudine, preminenzie, giurisdizzioni, essemptioni, corpi di entrate certe e incerte». Una Platea conteneva entrate certe ed inventariabili, con la descrizione, per ciascun bene o diritto, dei confini e origini del titolo di possesso di beni e diritti, oltre che i fitti, vendite e relativi patti, di gestione per beni e diritti.
Venivano commissionati da famiglie nobiliari, da enti ecclesiastici, da enti pubblici (Comuni), in parte per chiarire i confini dei propri possedimenti e i rapporti giuridici con gli altri (confinanti, eredi, istituzioni), in parte per impedire dispersioni ed usurpazioni dei beni inventariati.
La redazione era affidata a professionisti denominati agrimensori (capomastri, architetti, e poi dal Settecento anche i geometri) che provvedevano a rilevare esattamente i confini di ogni bene e l'estensione di ogni proprietà, attraverso misurazioni effettuate con le antiche unità di misura italiane usate in loco.
Alcune Platee venivano redatte per atto pubblico: l'incarico era affidato ad un notaio, il quale si serviva di personale tecnico per le rilevazioni topografiche. Di solito, i notai si servivano di un regio compassatore, una sorta di perito agrimensore di nomina reale.
Un notaio indicizzava sia i principali documenti dell'ente ecclesiastico o dell'università, e riportava in regesto o integralmente altri atti quali i privilegi regi e comitali, le precedenti platee, ecc.